# Liste der Kulturdenkmäler in Beinhausen
In der Liste der Kulturdenkmäler in Beinhausen sind alle Kulturdenkmäler der rheinland-pfälzischen Ortsgemeinde Beinhausen aufgeführt. Grundlage ist die Denkmalliste des Landes Rheinland-Pfalz (Stand: 17. Juli 2023).

## Einzeldenkmäler
| Bezeichnung | Lage              | Baujahr | Beschreibung                   | Bild |
| ----------- | ----------------- | ------- | ------------------------------ | ---- |
| Wohnhaus    | Bergstraße 2 Lage |         | Fachwerkhaus, teilweise massiv | BW   |